# Луї Лепренс-Ренґе
Луї Лепренс-Ренґе (фр. Louis Leprince-Ringuet; нар. 27 березня 1901, Алес — пом. 23 грудня 2000 року в Парижі) — французький фізик-експериментатор (ядерна фізика, фізика елементарних частинок), інженер телекомунікацій і науково-популярний автор публіцистики. Член Французької академії.

## Біографія
Лепренс-Ренґе був сином Фелікса Лепренс-Ренґе, директора Вищої школи шахт у Нансі. З 1920 року він навчався в Політехнічній школі, а потім у Вищій школі електротехніки (Supélec) і в Національній вищій школі телекомунікацій (сьогодні Телеком Парі Тех), які закінчив у 1925 році. Потім працював інженером телекомунікацій у сфері підводних кабелів. У 1929 році він працював у лабораторії Моріса де Бройля, де зайікавився ядерною фізикою. У 1933 році захистив докторський ступінь. З 1936 по 1969 рік він був професором фізики в Політехнічній школі, де в 1936 році заснував Laboratoire de physique nucléaire et des hautes énergies (Лабораторія ядерної енергії та фізики високих енергій) (з 2002 року названа на його честь Laboratoire Leprince-Ringuet) і з 1959 по 1972 як професор ядерної фізики в Колеж де Франс.
У 1930-х роках він досліджував космічні промені (частково разом з П'єром Оже), серед іншого, використовуючи хмарну камеру, яку він також встановив у 1950-х роках в Альпах (лабораторія в Шпиль Півдня) та в Піренеях. Після цього його група звернулася до прямих експериментів на прискорювачах елементарних частинок у Saclay та CERN. Його лабораторію в Політехнічній школі, де часом працювало понад 200 науковців, у 1971 році очолив Бернар Грегорі, а в 1972 році — Марсель Фруассар у Колеж де Франс.
Лепренс-Ренґе написав численні науково-популярні книги, а також отримав літературну премію (Prix Ève Delacroix 1958). Він також торкався відносин між релігією та наукою. У 1949 році він був президентом Католицького союзу французьких наук, а з 1961 року членом Папської академії наук.
Лепренс-Ренґе був членом Академії наук (1949) і Французької академії (1966). У 1967 році він був прийнятий в Американське філософське товариство. Він отримав кілька нагород від Академії наук і Французького фізичного товариства, наприклад премію Фелікса Робена 1942 року. У 1957 році він був президентом Французького фізичного товариства. Він став великим офіцером ордена Почесного легіону, командором Ордену академічних пальм і був нагороджений Великим хрестом Ордену національних заслуг.
З 1951 по 1971 рік він був уповноваженим Комісаріату з атомної енергії (CEA).

## Захоплення
Відданий європеєць, він був президентом організації Французького Mouvement européen (Міжнародного європейського руху) з 1974 по 1990 рік. З 1970 по 1983 рік він був президентом Jeunesses musicales de France (Музична молодь Франції). Іншими інтересами Лепрінс-Рінге були живопис і теніс.

## Праці
- Les Transmutations artificielles, Hermann 1933
- Les Rayons cosmiques, les Mésons, Albin Michel 1949
- mit Félix Leprince-Ringuet Les Inventeurs célèbres, 1952
- Des Atomes et des hommes, Fayard 1956
- mit anderen: Les Grandes Découvertes du XX siecle, Larousse 1958
- Herausgeber der populärwissenschaftlichen Reihe Le Bilan de la Science, ab 1963
- mit anderen: La Science contemporaine. Les Sciences physiques et leurs applications, 2 Bände, Larousse 1965
- Science et Bonheur des hommes, Flammarion 1973
- Leprince-Ringuet — Le bonheur de chercher, Interview mit Jean Puyo, Le centurion, 1976
- Le Grand Merdier ou l'espoir pour demain ?, Flammarion 1978
- La Potion magique, Flammarion 1981
- L'Aventure de l'électricité, Flammarion 1982 (Flammarion)
- Les Pieds dans le plat, Flammarion 1985
- Noces de diamant avec l'atome, Flammarion 1991
- Foi de physicien, Bayard 1996